# Black Rain (canción de Soundgarden)
«Black Rain» es un sencillo de la banda estadounidense de rock Soundgarden lanzado el 17 de agosto de 2010, siendo su primer sencillo y canción que la banda lanzó desde 1997, cuando la banda se separó. Está incluida en el disco recopilatorio de la banda Telephantasm y en el videojuego Guitar Hero: Warriors of Rock. Esta canción fue grabada en 1991 en las sesiones del disco de la banda Badmotorfinger y no había sido publicada desde ese entonces, hasta que en 2010 se reeditó toda, debido a que Chris Cornell se sintió insatisfecho con su duración y coro.
Con esta canción y el lanzamiento del álbum recopilatorio Telephantasm marcó la reunión de la banda después de 13 años de separación (desde 1997 hasta 2010). El video musical está dirigido por Brendon Small, el cocreador de la serie animada Metalocalypse.
La canción recibió una nominación al Premio Grammy a la mejor interpretación de hard rock.

## Lista de canciones
| Radio promo |                                  |          |  |
| N.º         | Título                           | Duración |  |
| 1.          | «Black Rain (Radio Edit)»        | 4:09     |  |
| 2.          | «Black Rain (Versión del álbum)» | 5:24     |  |

| Sencillo en vinilo de 7" incluidas con las versiones Super Deluxe versions de Telephantasm |                                               |          |  |
| N.º                                                                                        | Título                                        | Duración |  |
| 1.                                                                                         | «Black Rain»                                  | 5:24     |  |
| 2.                                                                                         | «Beyond the Wheel» (En vivo en Showbox, 2010) | 5:38     |  |

## Posicionamiento en listas
| País           | Lista (2010)          | Mejor posición |
| -------------- | --------------------- | -------------- |
| Canadá         | Canadian Hot 100      | 44             |
| Estados Unidos | Billboard Hot 100     | 96             |
| Estados Unidos | Alternative Songs     | 20             |
| Estados Unidos | Mainstream Rock Songs | 10             |
| Estados Unidos | Rock Songs            | 14             |
| Reino Unido    | UK Rock Chart         | 2              |